# Arrenurus gennadus
Arrenurus gennadus är en kvalsterart som beskrevs av Cook 1954. Arrenurus gennadus ingår i släktet Arrenurus och familjen Arrenuridae. Inga underarter finns listade i Catalogue of Life.